# André André
 André Filipe Brás André  (Vila do Conde, 26 de agosto de 1989) es un futbolista portugués. Juega de centrocampista y su equipo es el Leixões S. C. de la Segunda División de Portugal.

## Trayectoria

### Varzim S. C.
Nacido en Vila do Conde, hizo su debut con el Varzim S. C. en 2008, anotando seis goles en 49 partidos de Segunda División en dos temporadas.

### R. C. D. Deportivo de La Coruña B
En la primera mitad de la campaña 2010-11, André se unió al R. C. D. Deportivo de La Coruña "B" de España con un contrato de dos más dos años, que sufrió el descenso desde el tercer nivel (solo tres partidos jugados), un destino que también afectó a su anterior equipo.

### Varzim S. C.
Regresó al Varzim S. C. en enero de 2011. En la temporada 2011-12, André André anotó 12 veces para ayudar al Varzim a volver a la segunda división después de solo un año, a pesar de que el equipo no pudo, finalmente, promover a causa de irregularidades.

### Vitória S. C.
A mitade de 2012 firmó con el Vitória S. C. de la Primeira Liga. André anotó 11 goles, incluido un triplete en la victoria por 4-0 en casa contra el CD Nacional el 4 de enero de 2015, en la temporada 2014-15 y el club de la provincia de Minho terminó quinto y se clasificó para la Liga Europa de la UEFA.

### F. C. Oporto
El 13 de junio de 2015 el presidente del F. C. Porto Jorge da Costa confirmó el fichaje de André André para su club procedente del Vitória S. C., y que había sido pretendido por el Málaga C. F.

### Vitória S. C.
El 4 de julio de 2018 se hizo oficial su vuelta al Vitória S. C. Esta segunda etapa en el club se interrumpió el 30 de enero de 2022 para marcharse cedido al Al-Ittihad saudí.
Se marchó del equipo de Guimarães al finalizar la temporada 2023-24. Se le ofreció un cargo en el club, pero quiso seguir jugando y en el mes de julio fichó por el Leixões S. C.

## Selección nacional

### Sub-19
André representó a Portugal en la sub-19. 

### Selección absoluta
Hizo su debut el 31 de marzo de 2015, al entrar como sustituto en el minuto 66 por Adrien Silva en la derrota por 0-2 en un amistoso ante Cabo Verde en Estoril.

## Clubes
| Club                                   | País           | Año       |
| -------------------------------------- | -------------- | --------- |
| Varzim S. C.                           | Portugal       | 2008-2012 |
| R. C. Deportivo La Coruña "B" (cedido) | España         | 2010-2011 |
| Vitória Guimarães                      | Portugal       | 2012-2015 |
| F. C. Oporto                           | Portugal       | 2015-2018 |
| Vitória Guimarães                      | Portugal       | 2018-2024 |
| Al-Ittihad (cedido)                    | Arabia Saudita | 2022      |
| Leixões S. C.                          | Portugal       | 2024-     |

## Palmarés

### Títulos nacionales
| Título           | Club          | País     | Año  |
| ---------------- | ------------- | -------- | ---- |
| Copa de Portugal | Vitória S. C. | Portugal | 2013 |
| Primeira Liga    | F. C. Porto   | Portugal | 2018 |